# Olaf Pedersen
Jens Olaf Pedersen (Stubberup, Kerteminde, Dinamarca Meridional, 6 de juliol de 1884 – Stubberup, Kerteminde, 6 d'abril de 1972) va ser un gimnasta artístic danès que va competir a començaments del segle xx.
El 1912 va prendre part en els Jocs Olímpics d'Estocolm, on va guanyar la medalla de plata en el concurs per equips, sistema suec del programa de gimnàstica.